# Faxe kyrka
Faxe kyrka (danska: Faxe Kirke) är en kyrka som ligger i stationssamhället Faxe i Faxe kommun i södra Själland.

## Kyrkobyggnaden
I sin nuvarande form består kyrkan av ett långhus med rakt kor i öster och torn i väster. Vid långhusets norra sida finns ett vidbyggt sidoskepp. Norr om koret finns en vidbyggd sakristia. I kyrkorummet har långhuset fem kryssvalv, i norra sidoskeppet två kryssvalv och i tornets bottenvåning ett. I tornrummet finns kalkmålningar från omkring år 1500 som skildrar Johannes Döparens liv.
Långhus, torn och norra sidoskeppet har sadeltak som är belagda med rött taktegel.
Ursprungliga kyrkan av tegel uppfördes vid mitten av 1400-talet. Tornet uppfördes samtidigt eller kort därefter. Fram till 1638 hade kyrkan ett vapenhus vid norra sidan då detta byggdes ut till ett sidoskepp.

## Inventarier
- Dopfunten i romansk stil av granit är från början av 1200-talet.
- Ett triumfkrucifix från 1500-talets första fjärdedel hänger numera i norra sidoskeppets östra vägg.
- Altartavlan av Hendrik Krogk 1717 är en 253 cm X 203 cm stor målning på duk som skildrar Jesu sista måltid.
- Predikstolen i senrenässansstil är från 1614-1615.
- Tornuret är från 1700-talet.

## Bildgalleri

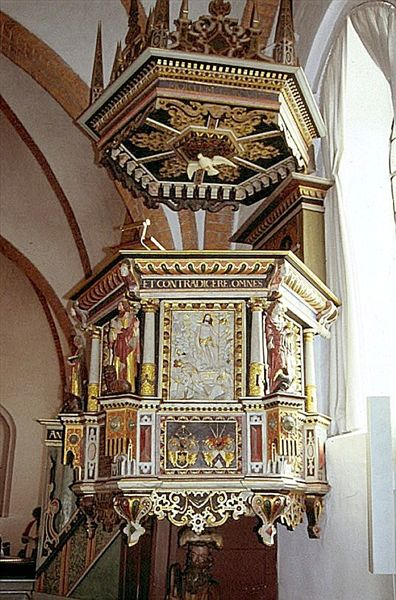
Predikstol
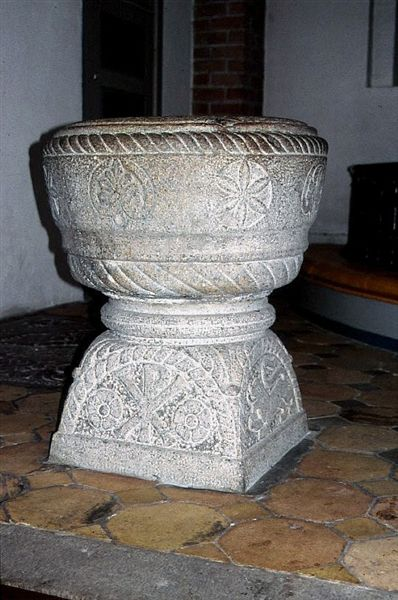
Dopfunt
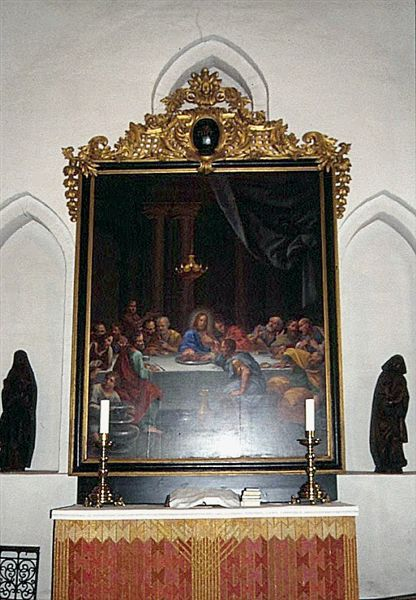
Altartavlan
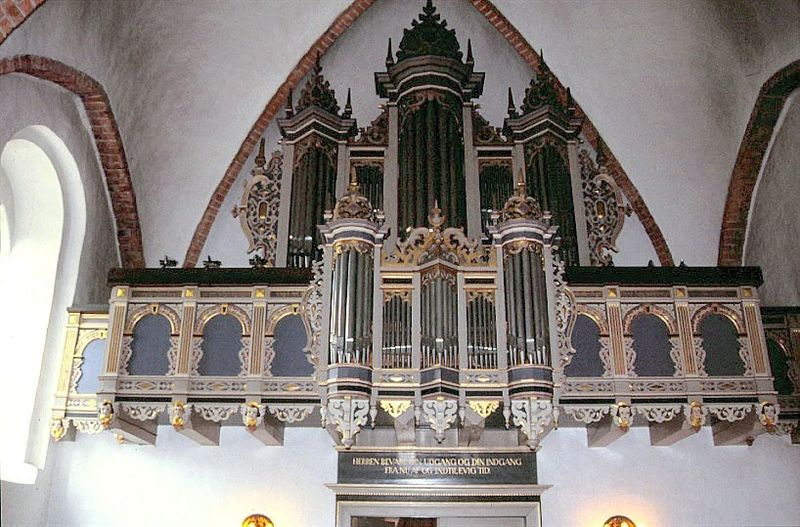
Läktarorgeln
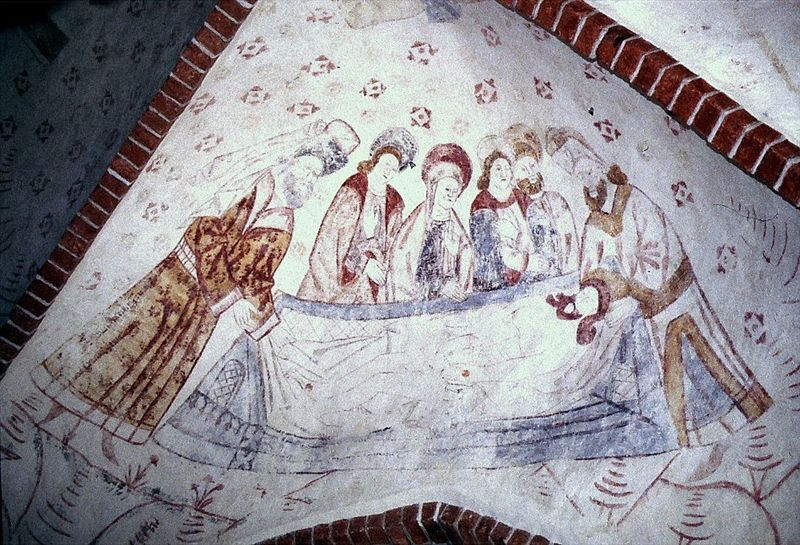
Kalkmålning ovanför orgeln.
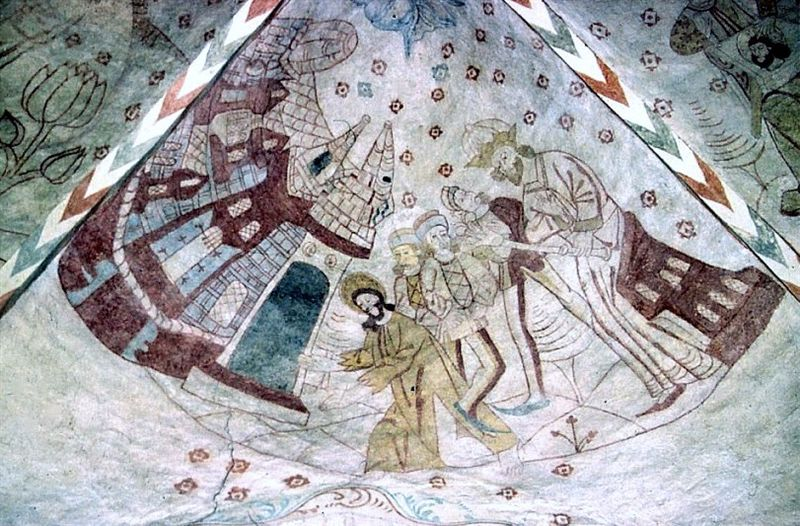
Målning i tornrummet. Johannes kastas i fängelse.